# Portavogie
Portavogie (de l'irlandais : Port a' Bhogaigh, qui signifie « port de la tourbière ») est un village et un port de pêche dans le comté de Down, Irlande du Nord. Il se trouve dans le borough d'Ards and North Down et est le village le plus à l'est d'Irlande. Portavogie a une population de 2 122 personnes lors du recensement de 2011.

## Géographie
La ville a deux plages : à deux kilomètres environ au nord du village, une plage s'appelle East Shore. De l'autre côté du port, s'étend South Shore. Le port est au cœur du village.
Le Port est à neuf milles au nord-est de l'entrée de Strangford Lough et juste au nord de Plough Point.

## Histoire
À la fin du seizième siècle ou au début du siècle suivant, une petite colonie est installée au nord du village actuel, dans la baie de Stablehole. Le village devient rapidement un haut lieu du commerce maritime, étant particulièrement bien placé pour le transport maritime et pour son abondance de poissons et de fruits de mer.

## Économie
Portavogie est l'un des principaux ports de pêche de l'Irlande du Nord et exporte des crevettes et du hareng frais ; la crevette de Portavogie est une spécialité locale,.

## Lieux remarquables
À marée basse, on peut se rendre à pied au récif de McCammon Rocks. Depuis la plage d'East Shore, on peut voir l'Écosse, l'île de Man et le récif de South Rock.
Plus loin de la mer, se trouve le circuit de Kirkistown, un ancien aérodrome de la Royal Air Force devenu circuit automobile.

## Culture
Le chœur des pêcheurs, fondé par Eileen Palmer, se produit régulièrement en ville.

## Démographie

### Recensement de 2011
En 2011, Portavogie a 2 122 habitants dans 833 ménages.

### Recensement de 2001
La population de Portavogie est de 1 594 en avril 2001.
- 20,4 % étaient âgés de moins de 16 ans ;
- 18,4 % étaient âgés de 60 ans et plus ;
- la moyenne d'âge était de 37,9 ans (l'âge moyen de l'Irlande du Nord est 35,8 ans) ;
- 49,9 % de la population étaient des hommes et 50,1 % étaient des femmes ;
- 2,4 % étaient catholiques ;
- 95.9 % étaient protestants ;
- 4,4 % étaient nés à l'extérieur de l'Irlande du Nord ;
- 0,2 % ne sont pas blancs.

## Personnalités notables
- George Best, a vécu à Portavogie dans les années avant sa mort ; une peinture murale le commémore[4]
- Eileen Palmer, fondatrice du chœur des pêcheurs de la ville[4]